# 深海迷航
《深海迷航》是一款由美國公司未知世界娱乐開發的第一人称開放世界生存冒險電子遊戲。
遊戲最初於Microsoft Windows(2014年12月)、Mac OS X(2015年1月)、Xbox One(2016年3月)接連開放早期測試版，Windows完整版則於2018年1月23日開放於Steam發售，2018年12月4日也在Xbox One與PlayStation 4上架，任天堂Switch也於隔三年的5月14日上架。
2021年5月14日续作《深海迷航：冰点之下》正式版发布。遊戲世界觀與未知世界娱乐的另一射擊遊戲《物竞天择》系列有相關。

## 遊玩
本遊戲為開放世界生存，操作為第一人稱單人。故事發生於未來，主角因太空船遭受攻擊，迫降於一處地表大部分被海洋覆蓋的星球4546B，必須以此處的資源生存，並找出離開星球的方法。游戏具有四種游玩模式:
- 生存模式：一般遊玩模式，拥有生命值，口渴值，饥饿值，氧气值。遊戲初期与一般生存遊戲類似，若在外面死亡，將會重生於上次進入的建築物中，並使拿到的物品停留於死亡處。
- 自由模式：此模式下没有饥饿值與口渴值量表，其余和生存模式一样。
- 极限模式：與生存模式相同，但死亡後玩家無法重生，且氧氣值過低時沒有提示。
- 創造模式：此模式下沒有飢渴值、生命值與氧氣值量表，所有工具與建築藍圖解鎖，且無須資源即可建造，建造出來的物體不可破壞且无限能源。剧情仍可正常进行。

## 劇情
二十二世紀晚期，人們已經有強大的科技殖民宇宙。一艘由阿爾特拉公司（Alterra）派遣的太空船極光號（Aurora）被派往阿里亞德聶星系建立相位门系統，然而途經4546B的行星軌道時，卻突然遭受不明能量攻擊，極光號因此墜毀於星球表面，而玩家幸運地搶到五號救生艙而生還，開始了求生之旅。
修好無線電之後，玩家會開始接收到各個救生艙發來的緊急求救訊號，但幾乎無一倖免，蒙古国大使約什卡薩的遺體也被發現。太空船第二長官金（Keen）與首席技术官于（Yu）幸運地生存，並發出無線電通訊說明船長葬身於極光號墜毀後的爆炸，死前下令他要讓所有船員於一座小島上集合。隨後于試圖搜尋更多倖存者，金無法阻止便和她一同出發，兩小時後卻因載具受損，而被困在水下500米處無法生還，無奈之下只能將救援資料送往極光號上，要求其他船員主動尋找。
一艘貿易船陽光號（Sunbeam）接收到極光號的消息後，便通知玩家，要求倖存者前來一座矗立著外星人建筑的島嶼集合，他們將會在那裏降落，但玩家到來後看見的卻是陽光號被設施上的雷射炮擊毀之景。讀取設施的資料庫後才發現此設施名為免疫執法平台（Quarantine Enforcement Platform），為了避免星球上的病毒散播出去，它會擊落一切企圖降落和离开星球的物體，玩家嘗試關閉設施，但自己因為感染了一種名為卡拉（Kharaa）的病毒，無法關閉。此時一頭神祕生物感知到玩家的存在，便以心靈感應詢問玩家：「你是誰?」
同時玩家可在以下場景所蒐集的PDA得知各種資訊：
- 極光號殘骸：玩家可以修復極光號的核聚变反应堆，並從船上的PDA得知約什卡薩秘密委託阿爾特拉公司，派遣極光號來到4546B救援十年前也墜毀於此的太空船德加斯號（Degasi）。

- 德加斯號倖存者的基地：德加斯號的船員在墜毀當下並未全員身亡，船長保羅‧托加（Paul Torgal）、他的兒子巴特（Bart Torgal）、以及傭兵瑪格麗特‧梅達（Marguerit Maida），逃往一浮島上建立基地。巴特在島上種植作物，但由于一次事故不小心打翻了飞船遗留的营养液，导致作物生長得太慢，稀缺的資源也使三人的分歧加劇，瑪格麗特想要前往深海而非留下來坐以待斃，而保羅因擔心兒子的安危堅決反對，但最終還是抵不過兒子的堅持，來到深海一處充滿蛇菇的地方建立基地。期間瑪格麗特發現了一片神秘紫色芯片，並得知擊落他們的是一座外星遺跡，前來救援他們的飛船也有被擊落的風險，但他們進入遺跡後發現自己已經被卡拉病毒感染，無法關閉大砲。巴特將據點轉移至水雷区，利用當地生物做實驗以找尋治癒方法，也在此找到了另一種神祕橙色芯片，然而某天瑪格麗特带来了一只濒死的死神利維坦，導致基地被牠的同伴們攻擊，保羅葬身海底，瑪格麗特在與死神利維坦搏鬥中消失無蹤，巴特剛好才離開基地不久而逃過一劫，最終回到浮島基地中，隨著病毒在他身體裡蔓延，抱著對父親與同事死亡的哀傷病逝。

之後玩家透過資料找到了位於失落之河的疾病研究中心，並得知建造設施的外星人名為先驅者，很久以前來到4546B研發卡拉病毒的解藥，期間他們發現海皇利維坦天生對病毒免疫，他們會分泌一種叫42號酶的物質，可以治癒病毒，但是研究人員捕獲的成年體，她的42號酶活性不高，研究人員遂寄望於她的九顆海皇利维坦蛋，結果四顆死亡且沒有分泌酶，另外五顆因環境不合而一直沒有孵化。為了保護設施，先驅者們製作了一種名為裂空者的人造生物，這個生物會攻擊任何染病的生命體，而且裂空者还可以通过体内安装的相位系统进行短距离传送自己或其他生物，然而即使計畫如此縝密，意外仍舊發生了，一隻海龍利維坦為了奪回自己的蛋，撞毀了設施的部分区域，同时也损毁了设施的固定锚，导致设施沉没在海床底部，病毒因此洩漏至生物圈中，造成極大的浩劫。而海皇利維坦雖然不受影響，但因食物鏈崩潰最終瀕臨滅絕。
玩家來到岩漿區的地熱發電站拿到了藍色芯片，跟隨之前的神祕生物，也就是海皇利維坦(Sea Emperor)的召喚，前往最深處的海皇監獄，在掃描研究設施的資料並與海皇對話後才得知，其實她的蛋需要一種特殊的孵化酶才能破殼而出。一直以來海皇都想與監禁他的先驅者們對話，交換彼此想要的東西，但他們無法聽見，最終放棄了這個設施，而即使先驅者設置了可以讓她生存的環境，她的身體仍無法避免日復一日的衰老。長久以來，她只能在監獄裡把帶有酶的大眼仔(Peeper)，自通水管道送往地表，藉此維持了生物圈的穩定。最終玩家答應了海皇的要求，利用植物製作的孵化酶，使五隻海皇幼體成功孵化，海皇在感謝玩家的同時，看著從傳送門離開的孩子
，欣然接受自己的死亡。玩家利用幼體身上的42號酶治愈病毒並關閉了免疫執法平台，而先前公司利用可能是唯一的通讯窗口用無線電发送了火箭藍圖至極光號上的舰长室安全终端，使玩家製造火箭離開了星球。

## 逸聞

### 早期開發
2013年12月17日成立製作組，由查理‧克里夫蘭(Charlie Cleveland)擔任首席遊戲程式設計，休‧傑勒米(Hugh Jeremy)擔任製作人。製作組原先沿用物競天擇2的引擎SPARK，但因休‧傑勒米認為此遊戲不適合而改用Unity。
查理‧克里夫蘭曾受到2012年12月14日桑迪·胡克小學槍擊案（英語：Sandy Hook Elementary School shooting）的刺激，強烈排斥遊戲出現致死性武器，希望讓玩家可以想出無須暴力的生存方法，因此最後遊戲中的武器僅剩殺傷力不強的小刀，沒有傷害性但可以將小型生物射飛的衝擊砲。而各式交通工具中，魚雷僅剩牽制作用，只有防護罩與鑽頭可以趕走敵對生物。

### 紀念道具
2016年2月16日，遊戲還處於測試版時，一名為《深海迷航》（當時民間仍稱《美丽水世界》或《水下之旅》）進行漢化工作的bilibili實況主「吃喝不愁的Live」（CHBCLive），開始發布一系列遊戲教學影片推廣，但因患有胃癌，隔年2月5日他更新最後一次的漢化補丁後，便於3月在醫院內病逝。之後遊戲製作組受他的熱情感動，特地為此製作道具「翻譯裝置」以紀念他的付出。

## 反響
| 汇总媒体   | 得分                                |
| ---------- | ----------------------------------- |
| Metacritic | PC：87/100 PS4：81/100 XONE：82/100 |

### 評價
深海迷航在早期發行時，即獲得大部分的正面回應，PC Gamer雜誌的評論者伊安‧布林巴姆(Ian Birnbaum)形容此遊戲是「水下Minecraft」，認為「深海迷航有著經驗豐富的製作團隊與多樣性高的海洋環境，因此遊戲當中的毛病不多。隨著工具種類的擴充與遊戲最終樣貌的確立，深海迷航會成為一個刺激、有趣的獨特生存遊戲。」Rock, Paper, Shotgun的評論者馬希‧戴維斯(Marsh Davies)稱讚遊戲在探索世界時的正面回饋，但也批評有些工具製作法太過「專斷」與缺乏直覺。

### 所獲獎項
| 年份 | 獎項                   | 類別                                   | 獲提名             | 結果 | 來源                 |
| ---- | ---------------------- | -------------------------------------- | ------------------ | ---- | -------------------- |
| 2018 | 金搖桿獎               | 最佳視覺設計                           | 《深海迷航》       | 提名 | [ 14 ] [ 15 ] [ 16 ] |
| 2018 | 金搖桿獎               | 最佳音效設計                           | 《深海迷航》       | 提名 | [ 14 ] [ 15 ] [ 16 ] |
| 2018 | 金搖桿獎               | 突破獎                                 | Unknown Worlds公司 | 獲獎 | [ 14 ] [ 15 ] [ 16 ] |
| 2018 | 金搖桿獎               | 最佳年度PC遊戲                         | 《深海迷航》       | 獲獎 | [ 14 ] [ 15 ] [ 16 ] |
| 2018 | 金搖桿獎               | 終極年度遊戲                           | 《深海迷航》       | 提名 | [ 14 ] [ 15 ] [ 16 ] |
| 2018 | 遊戲評論家獎           | Fan Favorite Indie Game                | 《深海迷航》       | 獲獎 | [ 17 ]               |
| 2019 | 第22屆D.I.C.E.遊戲大獎 | Outstanding Achievement in Game Design | 《深海迷航》       | 提名 | [ 18 ]               |
| 2019 | NAVGTR獎               | 最佳年度遊戲                           | 《深海迷航》       | 提名 | [ 19 ]               |
| 2019 | NAVGTR獎               | 最佳音效                               | 《深海迷航》       | 提名 | [ 19 ]               |
| 2019 | 第15屆英国学院游戏奖   | 原創性獎                               | 《深海迷航》       | 提名 | [ 20 ] [ 21 ]        |

## 資料來源
1. ↑  Jeremy, Hugh. . 2013-12-17  [2019-05-05]. （原始内容存档于2020-11-24）.
2. ↑  . Subnautica. 2016-05-16  [2017-06-20]. （原始内容存档于2017-07-28） （美国英语）.
3. ↑  . Steam. 2023-03-08  [2023-04-27]. （原始内容存档于2023-05-02）.
4. ↑  Santangelo, Nick. . XBLA Fans. 2015-12-23  [2016-03-20]. （原始内容存档于2016-03-20）.
5. ↑  . Xbox Live's Major Nelson. 2016-05-16  [2018-02-07]. （原始内容存档于2018-02-08） （美国英语）.
6. ↑  . 2013-12-17  [2019-05-05]. （原始内容存档于2020-11-28）.
7. ↑  Jeremy, Hugh. . Unknown Worlds Entertainment. 2013-12-18  [2016-04-11]. （原始内容存档于2016-04-05）.
8. ↑  MacLeod, Riley. . Kotaku. 2016-04-04  [2016-04-11]. （原始内容存档于2016-04-07）.
9. ↑  . 2018-01-12  [2021-06-19]. （原始内容存档于2021-06-24）.
10. ↑  . Metacritic. CBS Interactive.   [2018-02-15]. （原始内容存档于2018-02-15）.
11. ↑  . Metacritic. CBS Interactive.   [2019-01-11]. （原始内容存档于2021-01-22）.
12. ↑  . Metacritic. CBS Interactive.   [2019-01-11]. （原始内容存档于2020-11-19）.
13. ↑  . 2015-01-10  [2019-05-05]. （原始内容存档于2021-01-25）.
14. ↑  Hoggins, Tom. . The Daily Telegraph. 2018-09-24  [2018-11-17]. （原始内容存档于2018-10-11）.
15. ↑  Andronico, Michael. . Tom's Guide. 2018-10-26  [2018-11-17]. （原始内容存档于2018-11-14）.
16. ↑  Sheridan, Connor. . GamesRadar+. 2018-11-16  [2018-11-17]. （原始内容存档于2018-11-16）.
17. ↑  . Gamers' Choice Awards. 2018-12-09  [2019-01-04]. （原始内容存档于2019-01-03）.
18. ↑  Makuch, Eddie. . GameSpot. 2019-01-10  [2019-01-14]. （原始内容存档于2019-01-11）.
19. ↑  . National Academy of Video Game Trade Reviewers. 2019-02-11  [2019-02-13]. （原始内容存档于2019-02-13）.
20. ↑  Fogel, Stefanie. . 綜藝 (雜誌). 2019-03-14  [2019-03-15]. （原始内容存档于2019-05-05）.
21. ↑  Sam. . 巴哈姆特電玩資訊站. 2019-04-08  [2019-05-05]. （原始内容存档于2019-05-05） （中文）.

## 外部連結
- 簡體中文官網 （页面存档备份，存于）